# 恩斯特·海因里希 (薩克森)
恩斯特·海因里希王子（德語：Ernst Heinrich Ferdinand Franz Joseph Otto Maria Melchiades，1896年12月9日—1971年6月14日），薩克森國王腓特烈·奧古斯特三世的第三子。

## 家庭
1921年，恩斯特·海因里希與盧森堡大公威廉四世的幼女索菲公主結婚，共有三個兒子：
- 阿爾布雷希特·弗里德里希·奧古斯特·約翰尼斯·格雷格·迪多（1922年—2009年），無子女
- 格奧爾格·迪莫·米夏埃爾·尼古拉斯·馬利亞（1923年—1982年），其子魯迪格於2012年成為薩克森王室、韋廷王朝阿爾布雷希特系家族首領
- 魯普雷希特·胡貝圖斯·格洛·馬利亞（1925年—2003年），無子女

索菲公主於1941年逝世。1947年，恩斯特與維珍妮亞·杜隆結婚，兩人沒有子女。